# Buková (hradiště)
Buková je pravěké hradiště a středověké strážiště u stejnojmenné obce v okrese Plzeň-jih. Nachází se na vrcholu Srnčího vrchu v nadmořské výšce 535 metrů přibližně dva kilometry východně od vesnice.

## Historie
Během archeologického výzkumu, který v letech 1986–1987 provedli Jaroslav Bašta a Dara Baštová, byl získán soubor třiceti keramických střepů, jež umožnily datovat existenci hradiště do pozdní doby halštatské. Další střepy z vrcholu kopce pochází z patnáctého století a mohou dokládat využití vrchu jako strážiště během Česko-uherské války.

## Stavební podoba
Hradiště s rozlohou necelého jednoho hektaru bylo opevněno hradbou, která se dochovala v podobě valu.